# Wapen van Espírito Santo
Het wapen van Espírito Santo is sinds 24 juli 1947 samen met de vlag van Espírito Santo het officiële symbool van Espírito Santo, een Braziliaanse staat.
Het wapen is gemodelleerd naar het wapen van Brazilië, in de zin dat het een vijfpuntige ster toont met een cirkel in het midden, een lint eronder en twee takken aan de zijkanten. Net als in het Braziliaanse wapen zijn de vijf punten van de ster in twee kleuren verdeeld; waar de Braziliaanse ster in de kleuren geel en groen is getekend, bestaat die van Espírito Santo uit roze en blauw.
Centraal in de cirkel staat een afbeelding van de Convento da Penha, een historisch gebouw nabij de staatshoofdstad Vitória. In de rand van de cirkel staat de wapenspreuk TRABALHA E CONFIA ("Arbeid en Vertrouwen"), die ook in de staatsvlag staat. Verder staat er de naam van de staat.
De ster staat tussen twee takken: een tak van suikerriet als symbool van de verbouw van suiker en een tak van de koffieplant als verwijzing naar de verbouw van koffie. Suiker en koffie hebben in de geschiedenis van Espírito Santo een belangrijke economische rol gespeeld, suiker vooral tot circa 1850 en koffie in de periode erna.
Op het lint staan in het Portugees de data 23 mei 1535 en 12 juni 1817. De eerste datum wijst naar de stichting van Espírito Santo door Vasco Fernandes Coutinho, de tweede naar de executie van onafhankelijkheidsstrijder José Martins in de Revolutie van Pernambuco. De drie kleine sterren verwijzen naar de buurstaten Bahia, Rio de Janeiro en Minas Gerais.